# Blumenkohlohr

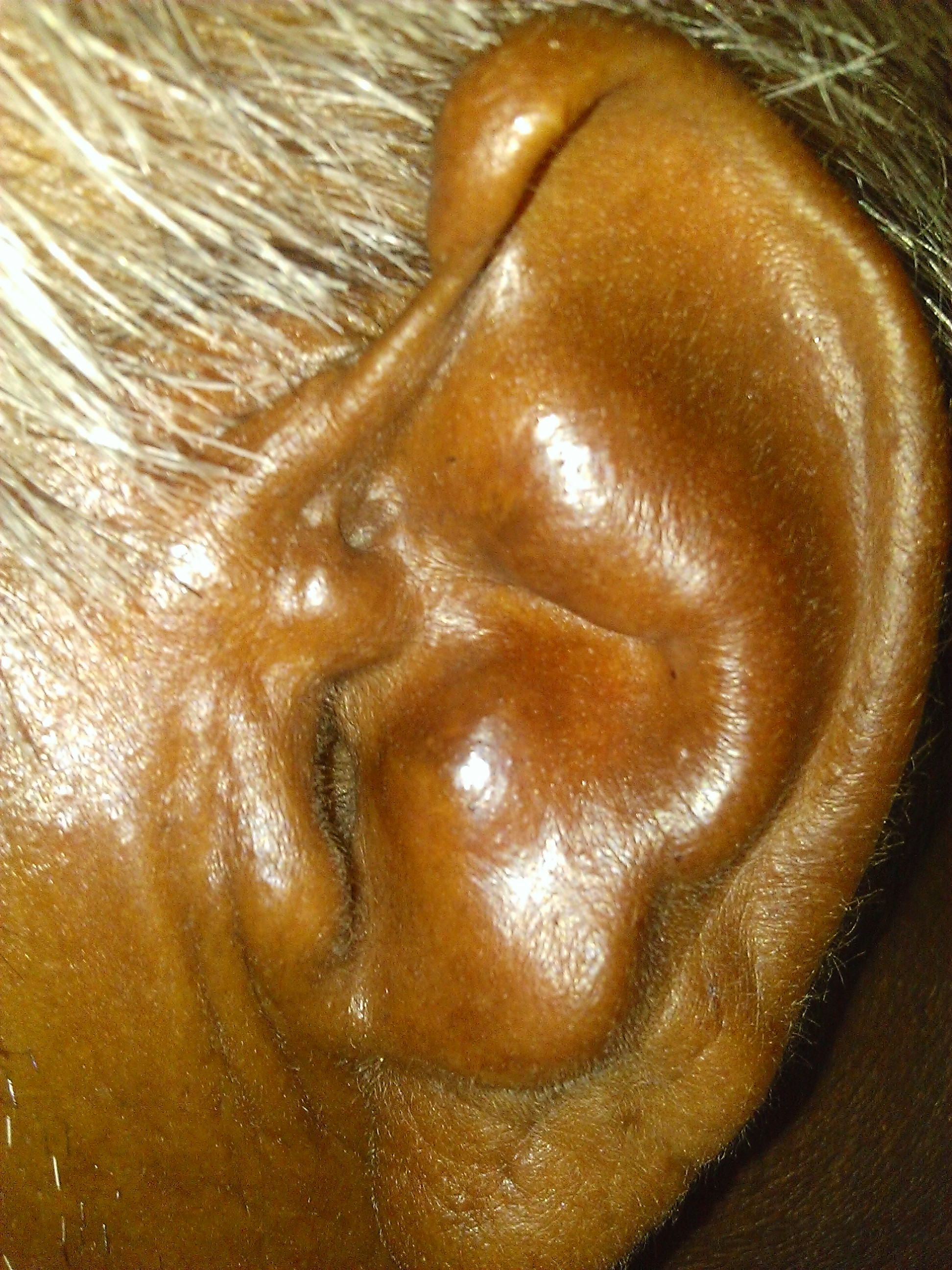

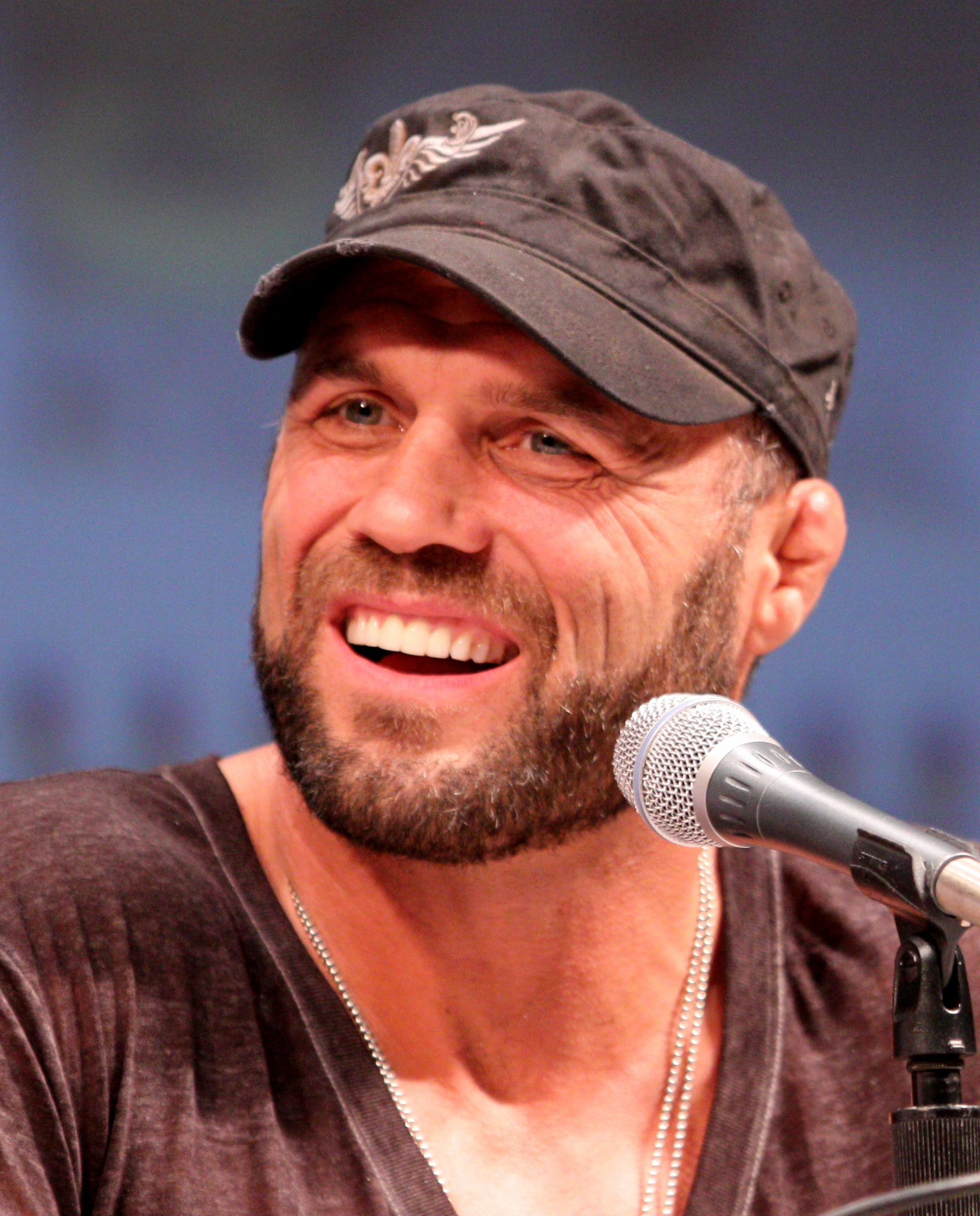
Kampfsportler Randy Couture mit Blumenkohlohr

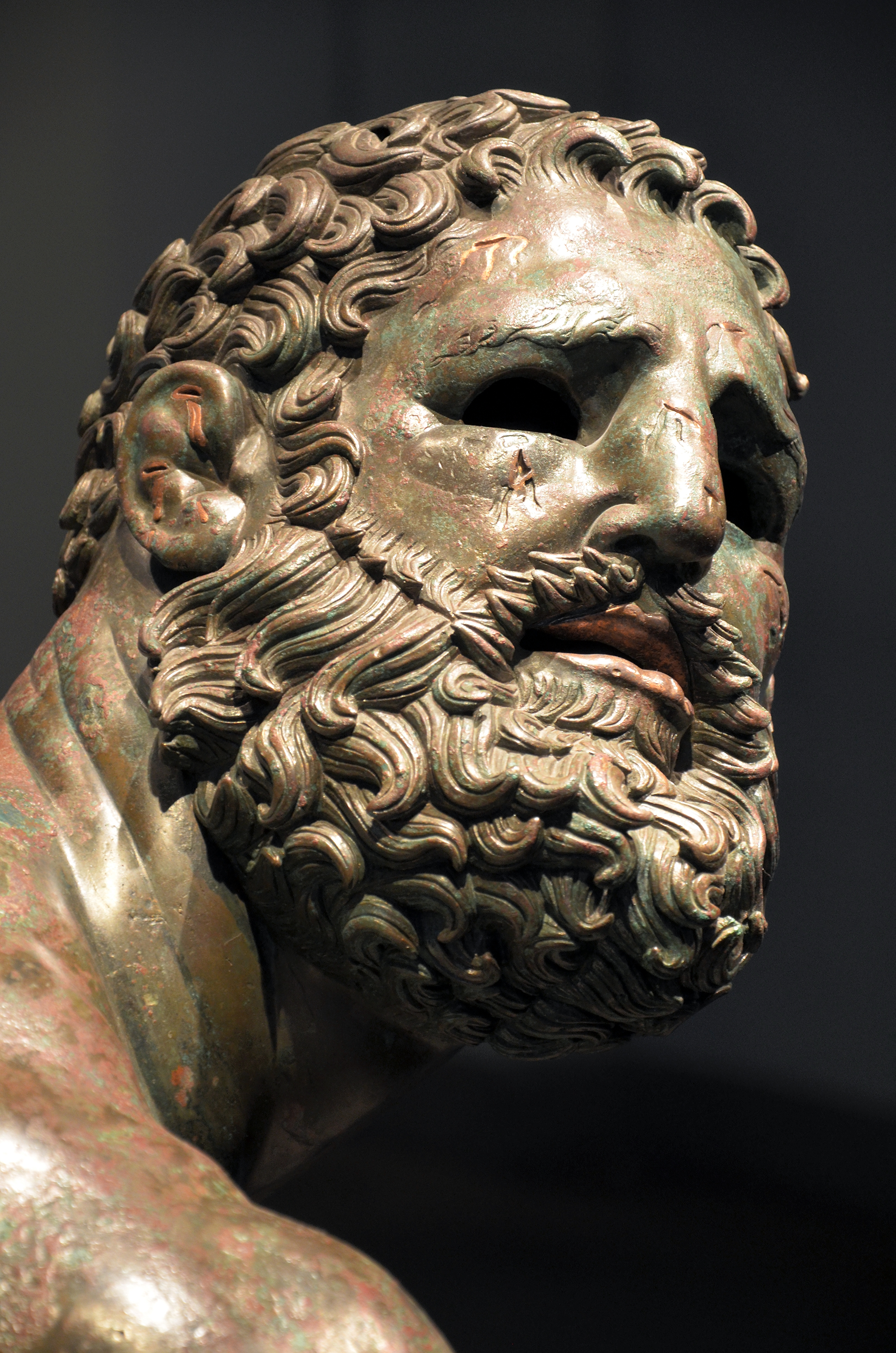
Darstellung von Blumenkohlohr bei der Bronzeskulptur Faustkämpfer vom Quirinal, ungefähr 100–50 aen

Das Blumenkohlohr oder Ringerohr ist eine bleibende Entstellung des äußeren Ohres, die durch Blutergüsse in der Ohrmuschel (Othämatome) entsteht, wenn es zur bindegewebigen Organisation des Blutergusses kommt oder die Versorgung des Knorpelgewebes mit Nährstoffen verhindert wird und dieses zugrunde geht. 
Blutergüsse am Ohr sind in der Regel schmerzlos; wegen der möglichen Spätfolgen sollte man dennoch auch bei kleinen, nur tastbaren Hämatomen einen Arzt aufsuchen. Kleine Schwellungen werden meist mit Druckverband oder Punktion behandelt, bei größeren muss operiert werden.
Blutergüsse sind die Folge von Gewalteinwirkungen wie Schlägen aufs Ohr oder scharfes Knicken der Ohrmuschel. Besonders betroffen sind daher Personen, die Sportarten wie Judo, Ringen, Schwingen, Brazilian Jiu-Jitsu (BJJ), Rugby, Wrestling, Boxen oder Mixed Martial Arts (MMA) ausüben.
Auch durch Polychondritis kann ein Blumenkohlohr entstehen.